# Voleibol de praia nos Jogos Pan-Americanos de 2003
As competições de voleibol de praia nos Jogos Pan-Americanos de 2003 foram realizadas de 2 a 9 de agosto em Santo Domingo, na República Dominicana.

## Medalhistas
| Evento             | Ouro                                    | Prata                                    | Bronze                               |
| ------------------ | --------------------------------------- | ---------------------------------------- | ------------------------------------ |
| Masculino detalhes | Francisco Álvarez e Juan Rossell (CUB)  | Luizão Correa e Paulo Emílio Silva (BRA) | Ramón Hernández e Raúl Papaleo (PUR) |
| Feminino detalhes  | Dalixia Fernández e Tamara Larrea (CUB) | Mayra García e Hilda Gaxiola (MEX)       | Larissa França e Ana Richa (BRA)     |